# جويل زياس
جويل زياس (بالإسبانية: Joel Zayas) (17 سبتمبر 1977 بأسونسيون في باراغواي - ) هو مدرب كرة قدم ولاعب كرة قدم باراغواياني في مركز حراسة المرمى. شارك مع منتخب باراغواي لكرة القدم. أما مع النوادي، فقد لعب مع سبورتيفو لوكوينو ونادي بوليفار ونادي خورخي ويلسترمان ونادي ديبورتيفو سان خوسي ونادي غواراني ونادي 3 فبراير وClub Sport Colombia ‏ وTacuary ‏ وColegio Nacional Iquitos ‏.

## وصلات خارجية
- جويل زياس على موقع قاعدة بيانات كرة القدم.إي يو (الإنجليزية)
- جويل زياس على موقع ناشيونال فوتبول تيمز (الإنجليزية)